# NGC 5620
NGC 5620 (другие обозначения — MCG 12-14-2, ZWG 337.10, PGC 51356) — галактика в созвездии Малая Медведица.
Этот объект входит в число перечисленных в оригинальной редакции «Нового общего каталога».